# Cinzano
Cinzano (piemonti nyelven Cinsan) egy észak-olasz község (comune) a Piemont régióban, Torinótól 15 km-re keletre.